# إم 3 لي

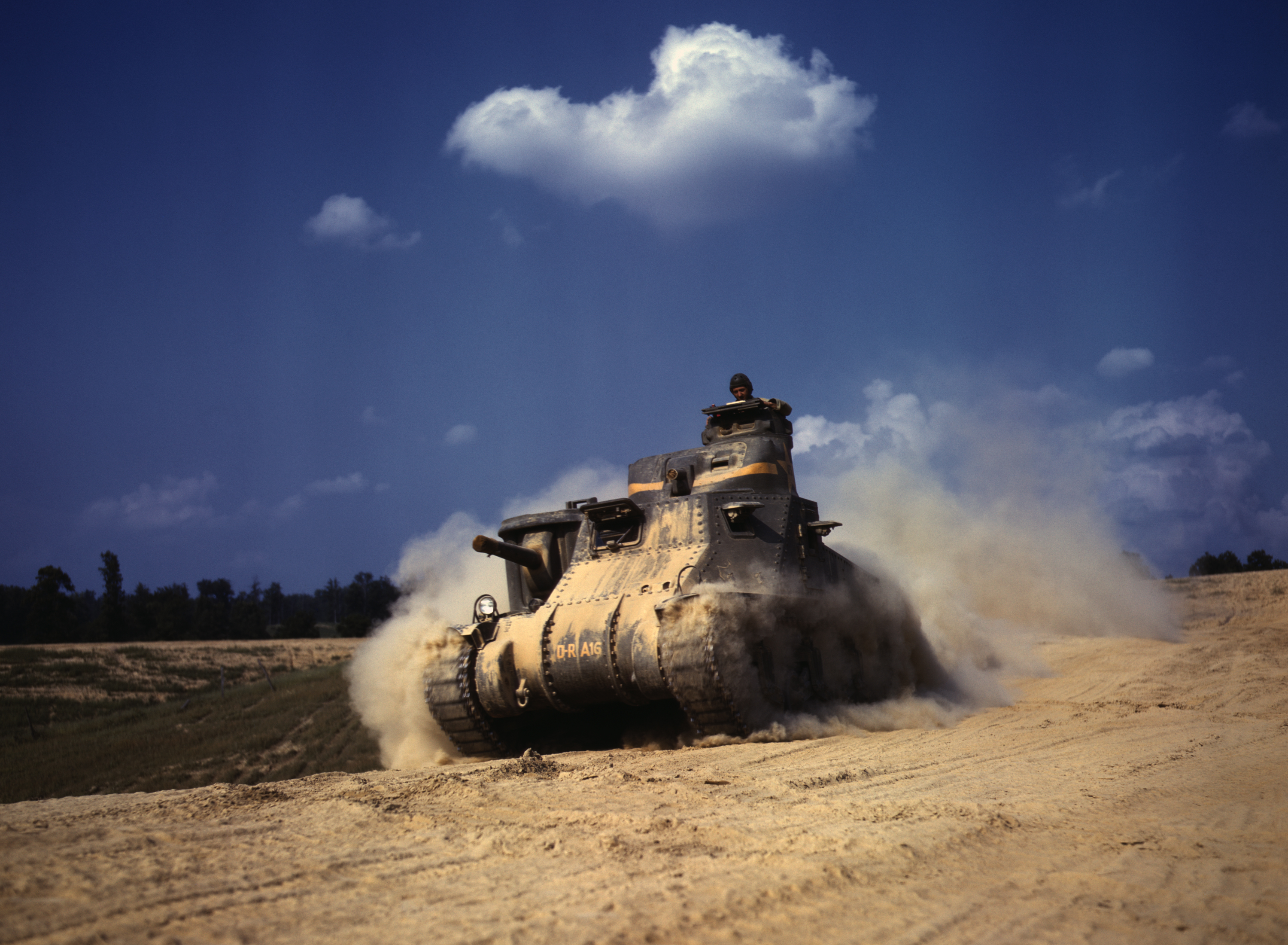
دبابة إم 3 في تمرين في 1942

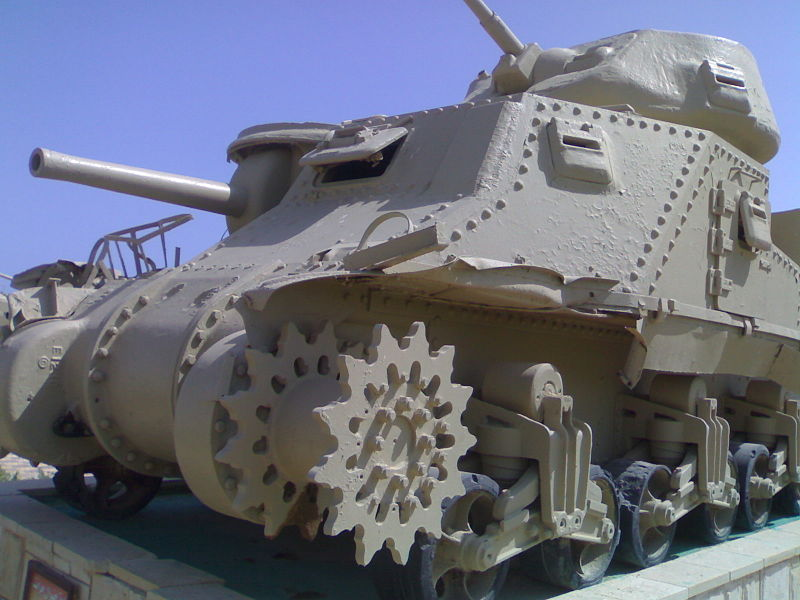
دبابة جنرال غرانت أمريكية شاركت في معارك العلمين بالصحراء المصرية أثناء الحرب العالمية الثانية. الصورة من متحف العلمين الحربي بمصر

دبابة إم 3 لي (بالإنجليزية: M3 Lee)‏ هي دبابة أمريكية أستخدمت في الحرب العالمية الثانية ولها نسخة معدلة في بريطانيا تسمى الجنرال لي نسبة إلى روبرت إدوارد لي.